# San Miguel de la Ribera
San Miguel de la Ribera község Spanyolországban,  Zamora tartományban. San Miguel de la Ribera El Piñero, Venialbo, Guarrate, Argujillo és Fuentespreadas községekkel határos. Lakosainak száma 252 fő (2024).

## Népesség
A település népessége az utóbbi években az alábbiak szerint változott:
| Lakosok száma | 394  | 374  | 372  | 356  | 338  | 315  | 295  | 291  | 275  | 252  |
|               | 2001 | 2004 | 2007 | 2009 | 2012 | 2014 | 2017 | 2019 | 2022 | 2024 |